# El Higo
El Higo là một đô thị thuộc bang Veracruz, México. Năm 2005, dân số của đô thị này là 18392 người.